# رجل دون ماضي (فلم)
رجل دون ماضي (بالفنلندية Mies vailla menneisyyttä) فيلم دراما كوميدية فنلندي من إخراج أكي كاوريسمكي وبطولة ماركو بلتولا وكاتي أوتينن ويوهاني نييميلا وأنيكي تاهتي. وهو الدفعة الثانية من ثلاثية «فنلندا كاوريسمكي» ، والفيلمان الآخران هما الغيوم تعرب بعيدا وأضواء الضواحي. ورشح الفيلم لجائزة الأوسكار لأفضل فيلم بلغة أجنبية وفاز بجائزة لجنة التحكيم في مهرجان كان السينمائي لعام 2002.

## طاقم التمثيل
- ماركو بلتولا
- كاتي أوتينن
- أنيكي تاهتي

## القصة
سافر رجل مجهول (ماركو بلتولا) إلى مدينة أخرى بحثا عن العمل وعند وصوله يعتدي عليه ثلاثة أشخاص بالضرب حتى فقد الوعي، انتهى به الأمر لفقدان الذاكرة. وجد نفسه في مجموعة من المهمشين من المجتمع الفنلندي، الذين قدموا له المساعدة وتعرف في أثناء ذلك على إيرما (كاتي أوتينن) وتطورت علاقته بها لعلاقة غرامية.
أثناء بحثه عن عمل ومحاولته لفتح حساب بنكي جديد، وجد نفسه أمام رجل مسلح في البنك للمطالبة بالمال بقوة. لم يتمكن الرجل المجهول من الخلاص من رجال الشرطة نظرا لإتهامه بدخول فنلندا بطريقة غير شرعية. وبعد نشر صورته في الصحف، تعرفت عليه زوجته وأخبرت رجال الشرطة بهويته. عاد الرجل المجهول إلي مدينته ليجد أن زوجته طلقته وأنها تزوجت برجل آخر، فعاد للمدينة ليعيش مع إيرما.

## وصلات خارجية
- مقالات تستعمل روابط فنية بلا صلة مع ويكي بيانات